# 森本練
森本 練（もりもと れん、8月12日 - ）は、日本のソングライター、編曲家、ベーシスト。

## 概要
2019年頃から楽曲提供を始める。エモーショナルな楽曲を得意としており、土岐隼一、大塚紗英、平山笑美といった声優、Re:ステージ!やホロライブプロダクション所属VTuberなどに楽曲を提供している。

## 提供楽曲

### アニメ・プロジェクト提供作品
Re:ステージ!
- KiRaRe
  - 「Ideal/Idol」（作詞）

- トロワアンジュ[メンバー 1]
  - 「Lumiere」（作曲）[1]
  - 「Tomorrow Melodies」（作曲・編曲・ベース）
  - 「青い鳥より」（作曲・編曲・ベース）

- 西館ハク（佐藤実季）
  - 「One Step Ahead」（作詞・作曲・編曲・ベース）

ホロライブ
- hololive IDOL PROJECT[注釈 1]
  - 「あすいろClearSky」（作詞・作曲）[2]

- hololive IDOL PROJECT[注釈 2]
  - 「大切フォトグラフ」（作詞）

- hololive 1st Generation[注釈 3]
  - 「Plasmagic Seasons!」（作詞・作曲・編曲・ベース）[3]
- ホロライブファンタジー[注釈 4]
  - 「いんたらくとふぁんたじあ」（作詞・作曲・編曲・ベース）

- IRyS（ホロライブEN）
  - 「Moment of my life」(作曲)

ウマ娘 プリティーダービー
- エアメサイア(根本優奈)
  - 「十帰りの花」（作詞）

アイドルマスターシンデレラガールズ
- 佐城雪美(中澤ミナ)
  - 「とくとく…… とく……」（作詞・作曲・編曲・ベース）
- 大石泉（大木咲絵子）、乙倉悠貴（中島由貴）、多田李衣菜（青木瑠璃子）、水本ゆかり（藤田茜）、神谷奈緒（松井恵理子）
  - 「スバル」（作曲）

プリンセスコネクト!Re:Dive
- ヨリ(原紗友里)、アカリ(浅倉杏美)
  - 「はつゆきツインアプローチ」（作詞・作曲・編曲・ベース）

BanG Dream!
- MyGO!!!!!
  - 「swim(カバー楽曲)」（編曲・ベース）

SHOW BY ROCK!!
- DOKONJOFINGER
  - 「信じるのは己です」（作詞・作曲・編曲・ベース）

舞台 ROAD59 -新時代任侠特区-
- 日向汐音（七海ひろき）、氷室静（相羽あいな）
  - 狛浪組テーマ曲「三十六景ナミウラ」（作曲・編曲・ベース）[4]

### アーティスト提供作品
大塚紗英
- 「ドン引きされるほどアイシテル!」（編曲・ベース）
- 「僕がキスしたらスタンガン」（編曲・ベース）

土岐隼一
- 「Time with You」（作曲・編曲・ベース）
- 「KEY」（作曲・編曲・ギター・ベース）
- 「真心に奏」（作曲）（TVアニメ『大正オトメ御伽話』ED）[5]

名取さな
- 「足跡」（作詞）
- 「ソラの果てまで」（作曲・編曲・ピアノ）
- 1stLive「サナトリック・ウェーブ」EX THEATER ROPPONGI（サウンドプロデューサー）

nayuta
- 「蒼のキャンバス」（編曲・ベース）
- 「phonograph」（作曲・編曲・ベース）
- 「結い結われ」（編曲・ベース）
- 「風が吹いたら」（編曲・ベース）
- 「赤い瞳と青い唄」（編曲・ベース）

樋口楓
- 「GODDESS」（作曲・編曲・ベース）

平山笑美
- 「Detritus」（作詞・作曲・編曲）[6]

La prière
- 「Time Lapse Lights」（作詞・作曲・編曲・ベース）
- 「Necrogamy」（作曲・編曲・ベース）

NOW ON AIR
- 飯野美紗子・片平美那
  - 「Starting Station」（作曲・編曲・ベース）[7]

## レコーディング参加作品
ホロライブ
- 星街すいせい
  - 「GHOST」（ベース）[8]

- 夏色まつり
  - 「ネバギバ夏色ストーリー!」（ベース）

駒形友梨
- 「コンパス」（ベース）

亜咲花
- 「歌え踊れ、乙女は強し。」（ベース）（PS4ゲーム『閃乱忍忍忍者大戦ネプテューヌ -少女達の響艶-』オープニングテーマ）

BanG Dream!
- MyGO!!!!!
  - 「猛独が襲う(カバー楽曲)」（ベース）

NOW ON AIR
- 「GO! FIGHT! WIN! GO FOR DREAM!」（ベース）（『Cheer球部!』イメージソング）[9]
- 「surely」（ベース）